# Гаральд фон Гіршфельд
Гаральд Зігварт Ганс Люце фон Гіршфельд (нім. Harald Siegwart Hans Lutze von Hirschfeld; 10 липня 1912, Веймар — 18 січня 1945) — німецький воєначальник, генерал-лейтенант вермахту. Кавалер Лицарського хреста Залізного хреста з дубовим листям.

## Біографія
В 1933 році вступив в поліцію Касселя. 29 жовтня 1935 року добровільно перейшов у рейхсвер. Служив в 98-му гірському полку 1-ї гірської дивізії, командував взводом, потім — протитанковою ротою. Учасник Польської, Норвезької і Французької кампаній. З 6 грудня 1940 року — командир 7-ї роти свого полку. Учасник Німецько-радянської війни. 28 листопада 1941 року був відкликаний в Берлін і повернувся до своїх обов'язків 12 січня 1942 року. З 26 квітня по 23 жовтня 1942 року — командир 2-го батальйону свого полку. З 1 липня 1943 року — командир батальйону, з 3 жовтня 1943 по 21 липня 1944 року — 98-го гірського полку 1-ї гірської дивізії. З 1 вересня 1944 року — командир 564-ї, з 15 вересня 1944 року — 337-ї, з 22 вересня 1944 року — 78-ї народно-гренадерської (з 1 січня 1945 року — народно-штурмової) дивізії. 18 січня був важко поранений під час авіанальоті і того ж дня помер.

## Сім'я
Був одружений з графинею Сильвіною Денгофф, дочкою колишнього імператорського генерального консула в Аргентині. В 1954 році вдова вийшла заміж за Адольфа Галланда.

## Звання
- Єфрейтор резерву (30 вересня 1936)
- Оберєгер (12 листопада 1936)
- Фельдфебель резерву (10 грудня 1936)
- Лейтенант резерву (1 вересня 1937)
- Лейтенант (1 вересня 1938)
- Оберлейтенант (1 червня 1940)
- Гауптман (1 квітня 1942)
- Майор (21 січня 1943)
- Оберстлейтенант (1 грудня 1943)
- Оберст (1 липня 1944)
- Генерал-майор (15 січня 1945)
- Генерал-лейтенант (10 лютого 1945, посмертно)

## Нагороди
- Медаль «За вислугу років у Вермахті» 4-го класу (4 роки)
- Медаль «У пам'ять 13 березня 1938 року» (8 листопада 1938)
- Медаль «У пам'ять 1 жовтня 1938»
- Залізний хрест
  - 2-го класу (1 листопада 1939)
  - 1-го класу (28 червня 1941)
- Нагрудний знак «За поранення»
  - в чорному (23 липня 1941)
  - в сріблі (23 вересня 1941)
  - в золоті (2 жовтня 1941)
- Штурмовий піхотний знак в сріблі (25 липня 1941)
- Лицарський хрест Залізного хреста з дубовим листям
  - лицарський хрест (15 листопада 1941)
  - дубове листя (№ 164; 23 грудня 1942)
- Медаль «За зимову кампанію на Сході 1941/42» (1 серпня 1942)
- Орден Корони Румунії, лицарський хрест з мечами